# Prende

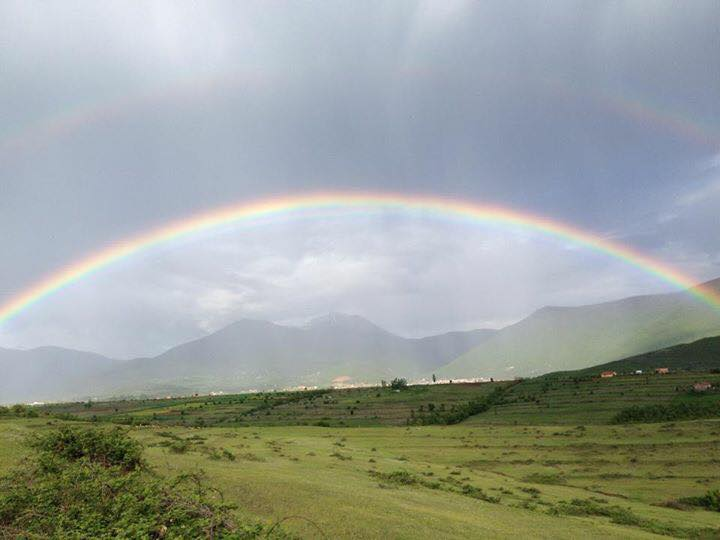
Curcubeul în nordul Albaniei. În mitologia populară albaneză, curcubeul este considerat „centura Zojei Prenne”.

Prende sau Premte este zeița zorilor, zeița iubirii, frumuseții, fertilității, sănătății și protectoarea femeilor, în mitologia păgână albaneză⁠(d). Ea este numită și Afër-dita, o expresie albaneză care înseamnă „zi aproape”, „ziua este aproape” sau „zori”,  în asociere cu cultul planetei Venus, luceafărul dimineții și al serii.  Este cunoscută sub numele de Zoja Prenne sau Zoja e Bukuris („Zeița/Doamna Prenne” sau „Zeița/Doamna Frumuseții”). Ziua ei sacră este ziua de vineri, numită în albaneză după ea: e premte, premtja (Dialectul Gheg e prende, prendja). Ea reflectă trăsături aparținând zeiței indo-europene originale a zorilor. O reflecție remarcabilă asociată cu zeița indo-europeană a zorilor este tradiția albaneză conform căreia Prende este fiica zeului cerului–Zojz.
Se crede că a fost venerată de ilirieni în antichitate, Prende este identificată ca cultul lui Venus și a fost venerată în nordul Albaniei din prezent, în special de femeile albaneze până în vremurile recente. Ea prezintă atribute aparținând și Afroditei, Iris și Elenei, precum și Persefonei, așa cum reiese din etimologia numelui ei. Descriind o zeiță a lumii subterane și, în același timp, o personificare a primăverii, zeița albaneză e Bukura e Dheut („Frumusețea Pământului”) este evident un epitet al echivalentului albanez al Persefonei.
În epoca creștină, ea era numită Shëne Premte sau Shën Prende („Sfânta Veneranda”), identificată de Biserica Catolică drept Sfânta Ana, mama Fecioarei Maria. A fost atât de populară în Albania încât peste una din opt biserici catolice existente la sfârșitul secolului al XVI-lea și începutul secolului al XVII-lea au fost în onoarea sa. Multe alte biserici istorice catolice și ortodoxe i-au fost dedicate în secolele al XVIII-lea și al XIX-lea.

## Nume

### Variante
Variantele dialectale includ următoarele: Gheg Albanian P(ë)rende (def. P(ë)renda), Pren(n)e (def. Pren(n)a); Tosk Albanian: Premte (def. Premtja), Preme (def. Prema).
Prende este numită și Afërdita (Afêrdita în albaneză ghegă) în asociere cu cultul planetei Venus, luceafărul/steaua dimineții și al serii, care în albaneză este denumită (h)ylli i dritës, Afërdita „Steaua Luminii, Afërdita” (adică Venus, luceafărul dimineții) și (h)ylli i mbrëmjes, Afërdita (adică Venus, luceafărul serii). Afër-dita, o expresie albaneză care înseamnă „zi aproape”, „ziua este aproape” sau „zori”, este numele nativ albanez al planetei Venus. Afro-dita este forma sa imperativă albaneză, care înseamnă „ieși ziua/zori”.
Traducerea în albaneză a „seară” este redată și ca πρέμε premë în dicționarul albanez-grec al lui Marko Boçari.
În nordul Albaniei, Prende este denumită Zoja Prenne sau Zoja e Bukuris „Goddess/Lady Prenne” sau ca „Goddess/Lady of Beauty”.
Numele albanez Premtë sau P(ë)rende este posibil că ar corespunde în mod regulat cu omologul grec antic Περσεφάττα (Persephatta), o variantă a lui Περσεφόνη (Persefona). Teonimele au fost atribuite cuvântului indo-european *pers-é-bʰ(h₂)n̥t-ih₂ („cea care aduce lumina”).
Expresia albaneză afro dita „ieși ziua/zorii” își are originea în vechea proto-albaneza *apro dītā „ieși strălucirea zilei/zorilor”, din indo-europeanul *h₂epero déh₂itis. Teonimul Aprodita este atestat în inscripțiile mesapice din Apulia, fiind considerat a fi un teonim mesapic al unei zeițe indo-europene.
În mitologia păgână albaneză, Prende este zeița zorilor, zeița iubirii, a frumuseții, fertilității și a sănătății. Este considerată echivalentul albanez al zeiței Venus din Roma, al zeiței Freyja din Norvegia și al zeiței Afrodita din Grecia. În termeni mitologici, Prende are atribute care aparțin și zeiței Afrodita, Iris și Elena și este considerată a fi etimologic înrudită cu Persefona. Descriind o zeiță a lumii subterane și în același timp o personificare a primăverii, zeița albaneză e Bukura e Dheut („Frumusețea Pământului”) este evident un epitet al echivalentului albanez al Persefonei.
Conform unor tradiții albaneze, Prende este fiica lui Zojz, zeul albanez al cerului și fulgerului. Asociată cu zeița zorilor, epitetul de „fiică a zeului cerului” se găsește frecvent în tradițiile indo-europene (cf. H₂éwsōs#Epitete).
Conform credințelor populare, rândunelele, numite Pulat e Zojës „Păsările Doamnei”, o trag pe Prende peste cer în carul ei. Rândunelele sunt legate de car prin curcubeu (Ylberi), pe care oamenii îl numesc și Brezi sau Shoka e Zojës însemnând „Centura Doamnei”.
Denumirea comună albaneză *nepërkë* pentru vipera veninoasă apare în varietatea Arbëresh din Calabria ca "nepromtja", probabil bazată pe Prende / Premte.

## Cult
Prende a fost venerată în nordul Albaniei, în special de către femeile albaneze până în vremurile recente. Festivalul lui Prende era sărbătorit în mod anual pe 26 iulie, iar adepții ei îmbrăcau haine frumoase și puneau la bătaie un mojar cu pistil, ca semn al uniunii sexuale. Curcubeul este considerat în credințele populare drept centura lui Prende, iar legenda orală spune că oricine sare peste curcubeu își schimbă sexul. Zeița Prende este asociată în credințele populare albaneze cu cultul planetei Venus (Afërdita în albaneză).
Când Albania a fost creștinizată în antichitate, Prende a fost identificată de Biserica Catolică drept Sfânta Ana, mama Fecioarei Maria, și a fost numită „Sfânta Veneranda” (Dialectul Tosk ShënePremte). sau Dialectul Gheg Shën Prende), mai târziu asociată și cu greaca Paraskevi, româna Sfânta Paraschiva, sudslava Petka. Un alt sfânt creștin albanez despre care unii consideră că are o origine păgână este Gjin.
Prende a fost atât de populară în Albania încât, dintre cele aproximativ 275 de biserici catolice înregistrate ca existență în Albania la sfârșitul secolului al XVI-lea și începutul secolului al XVII-lea, 33 au fost numite după ea, mai multe decât orice alt sfânt, cu excepția Fecioarei Maria și a Sfântului Nicolae. Multe alte biserici istorice catolice și ortodoxe i-au fost dedicate în secolele al XVIII-lea și al XIX-lea. În valea Kurbin, pelerinajele la biserica Sfânta Veneranda erau frecvente atât în rândul creștinilor, cât și al musulmanilor. Oamenii mergeau acolo și în speranța unui leac pentru bolile mintale.
După cum este de obicei în multe culturi, în Albania ziua sfântă pentru zeița iubirii este vineri, numită în limba albaneză după ea: dita e premte, premtja (Dialectul Gheg dita e prende, prendja).

## În cultura populară
Prende, Pren(n)e și omologii lor masculini Prend, Preng, Prenk, Pren etc., sunt prenumele albaneze, întâlnite în mod tradițional printre catolicii albanezi.
„Prende Publishing”, aparținând editurii Histria Books, a fost numită după zeița albaneză Prende.